# Miguel Arcanjo de Souza
Miguel Arcanjo de Souza  Massanganga de Indú Duxó ou Massaganga de Cariolé do Santo amuraxó. Era um Tat’etu ria mukixi ou Tata Nkisi (babalorixá) do candomblé bantu nação Angola Musucongo (ou Muxicongo) é considerado o primeiro morador do bairro do Beiru em Salvador. 

## Biografia
Em 1910 comprou uma parte das terras da Fazenda Beiru  que pertenceu à família de Hélio Silva Garcia, estabeleceu um terreiro de candomblé na casa-grande da fazenda. Massanga de Kariolê fundou a Nação Amuraxó, seu terreiro se chamava "Terreiro de Massanga" e deixou  herdeiros espiritual para seu filho de santo Francisco Tisano e para família carnais. 
Miguel Arcanjo era Filho do Tata Nkissi Massangua do Ecutá Anquenvumbe Kemgembe, anos depois recebeu obrigações pela mãos de Miguel Arcanjo Paiva - Tata Deuandá, mais conhecido como Miguel de Tempo ou Miguel Grosso que foi iniciado por Olegário de Oxum, na Terreiro da Goméia da Bahia, casa cedida pelo conhecido babalorixá Joãozinho da Gomeia.
Miguel Arcanjo faleceu em 16 de maio de 1941, portanto, 4 anos antes de sua grande amiga, Dona Maria Neném. Era filho de Serafim Gonçalves de Sousa e Izabel do Espírito Santo, viúvo de Joana Angélica de Sousa, que faleceu em 30 de Junho de 1932. A certidão de óbito foi registrada por Marilene Silva Bonfim, oficial de registro civil do subdistrito de Paço, sob número 37, fls. 254v no livro número 9 de Registro de Óbitos e foi sepultado no Cemitério Quintas dos Lázaros. Na certidão de óbito não consta a sua naturalidade, apenas que ele faleceu aos 81 anos de idade e deixou duas filhas. 